# Hadranellus anomalus
Hadranellus anomalus är en stekelart som beskrevs av Lasalle och Boler 1994. Hadranellus anomalus ingår i släktet Hadranellus och familjen finglanssteklar. Inga underarter finns listade i Catalogue of Life.